# 1. Liga (Tschechoslowakei) 1974/75
Die Spielzeit 1974/75 der 1. Liga  war die 32. reguläre Austragung der höchsten Eishockeyspielklasse der Tschechoslowakei. Mit 62 Punkten setzte sich SONP Kladno durch. Für die Mannschaft war es ihr insgesamt zweiter tschechoslowakischer Meistertitel.

## Modus
Wie in der Vorsaison wurde die Liga mit zwölf Mannschaften ausgespielt. Da jede Mannschaft gegen jeden Gruppengegner je zwei Heim- und Auswärtsspiele austrug, betrug die Gesamtanzahl der Spiele pro Mannschaft 44 Spiele. Meister wurde der Gewinner der Hauptrunde. Der Tabellenletzte stieg direkt in die jeweilige Landesmeisterschaft ab.

## Tabelle
| Pl. | Team                    | Sp. | S  | U | N  | Torv.   | Pkt. |
| --- | ----------------------- | --- | -- | - | -- | ------- | ---- |
| 1.  | TJ SONP Kladno          | 44  | 27 | 8 | 9  | 176:106 | 62   |
| 2.  | Tesla Pardubice         | 44  | 25 | 4 | 15 | 151:112 | 54   |
| 3.  | Dukla Jihlava           | 44  | 21 | 9 | 14 | 146:115 | 51   |
| 4.  | CHZ Litvínov            | 44  | 22 | 5 | 17 | 159:157 | 49   |
| 5.  | Slovan CHZJD Bratislava | 44  | 22 | 2 | 20 | 145:155 | 46   |
| 6.  | Spartak ČKD Prag        | 44  | 19 | 7 | 18 | 146:115 | 45   |
| 7.  | Motor České Budějovice  | 44  | 19 | 7 | 18 | 155:138 | 45   |
| 8.  | ZKL Brno                | 44  | 18 | 5 | 21 | 130:141 | 41   |
| 9.  | TJ Škoda Plzeň          | 44  | 18 | 4 | 22 | 154:169 | 40   |
| 10. | VSŽ Košice              | 44  | 16 | 5 | 23 | 128:152 | 37   |
| 11. | VŽKG Ostrava/Vítkovice  | 44  | 15 | 4 | 25 | 126:162 | 34   |
| 12. | TJ Gottwaldov           | 44  | 9  | 6 | 29 | 95:189  | 24   |

### Topscorer
Bester Torschütze der Liga wurde Milan Nový von Meister SONP Kladno, der in den 44 Spielen seiner Mannschaft 44 Tore erzielte, während Ivan Hlinka vom CHZ Litvínov mit 36 Toren und 42 Assists Topscorer wurde.
| Pl. | Name              | Team                    | Spiele | Tore | Assists | Punkte |
| --- | ----------------- | ----------------------- | ------ | ---- | ------- | ------ |
| 1   | Ivan Hlinka       | CHZ Litvínov            | 42     | 36   | 42      | 78     |
| 2   | Milan Nový        | SONP Kladno             | 44     | 46   | 22      | 68     |
| 3   | Marián Šťastný    | Slovan CHZJD Bratislava | 43     | 36   | 27      | 63     |
| 4   | Josef Ulrych      | CHZ Litvínov            | 44     | 33   | 22      | 55     |
| 5   | Jiří Novák        | Tesla Pardubice         | 41     | 24   | 29      | 53     |
| 6   | Vladimír Martinec | Tesla Pardubice         | 42     | 27   | 18      | 45     |
| 7   | Eduard Novák      | SONP Kladno             | 42     | 28   | 16      | 44     |
| 8   | Bedřich Brunclík  | VSŽ Košice              | 40     | 24   | 19      | 43     |
| 9   | Miroslav Klapáč   | Škoda Plzeň             | 41     | 23   | 19      | 42     |
| 10  | Petr Vrabec       | Škoda Plzeň             | 40     | 22   | 17      | 39     |

### Meistermannschaft von SONP Kladno
| Logo | Torhüter      | Miroslav Krása, Miroslav Termer |
| Logo | Abwehrspieler | František Kaberle senior, František Pospíšil, Jaroslav Vinš, Bohumil Čermák, Otakar Vejvoda, František Větrovec, Miroslav Biskup                                                   |
| Logo | Stürmer       | Eduard Novák, Milan Nový, Lubomír Bauer, Václav Sýkora, Zdeněk Müller, Miroslav Křiváček, Ladislav Vysušil, Jiří Filip, Zdeněk Hrabě, Milan Skrbek, Zdeněk Nedvěd, Jaroslav Kofent |
| Logo | Trainer       | Jaroslav Volf |

## 1. Liga-Qualifikation
Die Gewinner der tschechischen und der slowakischen 2. Liga-Gruppe traten in einer Best-of-Seven-Serie gegeneinander um den Aufstieg in die 1. Liga für die folgende Spielzeit an. Dabei setzte sich der tschechische Vertreter Ingstav Brno durch.
- Ingstav Brno – LB Zvolen 4:1 (4:2, 6:1, 1:2, 6:1, 5:0)

## Auszeichnungen
Zlatá hokejka
1. Vladimír Martinec (Pardubice)
2. Jiří Holeček (Sparta Prag)
3. Jiří Holík (Jihlava)
4. Milan Nový (Kladno)
5. František Pospíšil (Kladno)
6. Oldřich Macháč (Brno)

All-Star-Team
Jiří Holeček (Sparta); František Pospíšil (Kladno) – Oldřich Macháč (Brno); Jiří Holík (Jihlava) – Milan Nový (Kladno) – Vladimír Martinec (Pardubice).